# Ley Lleras
Se conoce como "Ley Lleras" a una serie de proyectos de ley que modifican el derecho de autor, siendo el primero el Proyecto de ley 241 de 2011 “Por la cual se regula la responsabilidad por las infracciones al derecho de autor y los derechos conexos en internet” en Colombia, más conocido por el apodo de Ley Lleras es un proyecto de ley que buscaba regular la responsabilidad de los proveedores de servicios de Internet frente a las infracciones de derechos de autor de los usuarios.
Este proyecto de ley, que se presenta como una exigencia del Plan Nacional de Desarrollo 2010-2014 y de los tratados de libre comercio con Estados Unidos y con la Unión Europea recoge elementos de leyes similares derivadas del ACTA como la Ley HADOPI aunque en términos más moderados.  El proyecto, por ejemplo, sólo contemplaba sanciones a infracciones de derechos de autor cuando exista un propósito de lucro.  El proyecto, sin embargo, incluía la suspensión de servicios de Internet para reincidentes, decisión que deja en manos de los proveedores de servicios de Internet.  Al igual que las otras leyes similares, este proyecto de ley despertó el rechazo de grupos de internautas entre los que se encuentran Anonymous.
El nombre de Ley Lleras se deriva del entonces Ministro de Interior y Justicia Germán Vargas Lleras quien presentó el proyecto ante el Congreso.  El término fue creado el mismo día de la radicación en las redes de microblogging Twitter e Identi.ca a manera de hashtag #leylleras.  Tras las modificaciones propuestas por el coordinador de ponentes, el senador Roy Barreras, se ha propuesto el mote Ley Barreras, mientras que Barreras y otros congresistas propusieron la utilización del hashtag #leyderechodeautor sin mayor éxito en la aceptación de los usuarios.
El trámite del proyecto no tuvo éxito al ser finalmente archivado en noviembre de 2011.

## Trámite
Con el decreto 1162 de 2010 se crea la Comisión Intersectorial de Propiedad Intelectual (CIPI) con la participación de 10 ministros, los directores del Departamento Nacional de Planeación y Colciencias.
En el CIPI se redacta un proyecto de ley el cual es presentado al Congreso por el Ministro de Interior y Justicia Germán Vargas Lleras el 4 de abril de 2011.
El proyecto de ley pasa a estudio en la Comisión Primera del Senado de la República donde se designó un grupo de seis senadores como ponentes de la ley coordinados por el senador Roy Barreras.  Tras algunas audiencias con grupos representantes de las asociaciones de artistas, representantes de software propietario, representantes de los prestadores de servicios de Internet y representantes de los usuarios, entre otros, se introdujeron cambios y el proyecto se radicó para discusión por la Comisión Primera.
El proyecto de ley fue aprobado en primer debate en la Comisión Primera del Senado de la República de Colombia con una votación de 7 votos a favor y 3 en contra (de un total de 19 miembros en la comisión), incluyendo una propuesta de la senadora Karime Mota y Morad y un cambio en el título propuesto por el senador Juan Manuel Galán.  La Senadora Mota dejó luego constancia de que no propuso una modificación.
Sin embargo, el proyecto sería posteriormente archivado a mediados de noviembre de 2011 en la plenaria del Senado. El presidente del Senado Juan Manuel Corzo confirmó el hundimiento del proyecto el 16 de noviembre, afirmando: "Hoy promoví el hundimiento de una Ley que cercena la libertad de comunicación de prensa, de los medios de comunicación, de los twitteros, facebuceros y de los cibernautas en Colombia. Hoy todas las redes sociales tienen la total libertad mundial de seguir, insisto, con absoluta libertad, el desarrollo de sus aplicaciones y sin ningún tipo de restricción."

## Aspectos de la ley
El proyecto de ley contempla que ante una infracción con ánimos de lucro del derecho de autor o derechos conexos, el titular de los derechos reclama ante el proveedor de servicios de Internet para que este decida sobre la infracción.  El proyecto de ley obliga al proveedor a incluir cláusulas en el contrato que regule la terminación del contrato frente a infractores reincidentes so pena de considerarse copartícipe penal y civilmente de la infracción.  Si el proveedor de servicios considera que existe una infracción debe retirar o bloquear el contenido infractor, en caso contrario sería copartícipe de la infracción, y tiene 72 horas para avisar al usuario presuntamente infractor.
Si el usuario infractor apela con argumentos y no existe fallo de un juez amparando los derechos del titular, el proveedor debe restablecer el servicio en 14 días.

## Reacciones
Tras la noticia de la radicación del proyecto de ley se generó una amplia reacción en redes sociales en Internet principalmente en Twitter, Facebook e Idéntica donde se comparaba esta ley con la iniciativa ACTA, SOPA y leyes como HADOPI y Sinde.
Se organizó un grupo de trabajo llamado Red Pa Todos el cual se ha configurado como el principal representante de los usuarios frente a las discusiones que ha tenido el proyecto de ley en el Congreso gracias al apoyo del senador Camilo Romero Galeano. Otros grupos como ReCrea han apoyado a RedPaTodos haciéndole frente a la ley, específicamente desde el punto de vista de artistas y creadores de contenido.
El colectivo Anonymous también se ha manifestado en contra del proyecto a través de la Operación Colombia el cual ha incluido ataques de denegación de servicio distribuido contra páginas del estado colombiano incluyendo la página del Ministerio de Interior y Justicia, la Presidencia de la República y el  (Senado), así como defacement de la página web del juanmanuelgalan.com senador Galán (enlace roto disponible en Internet Archive; véase el historial, la primera versión y la última)..

## Proyectos de ley posteriores

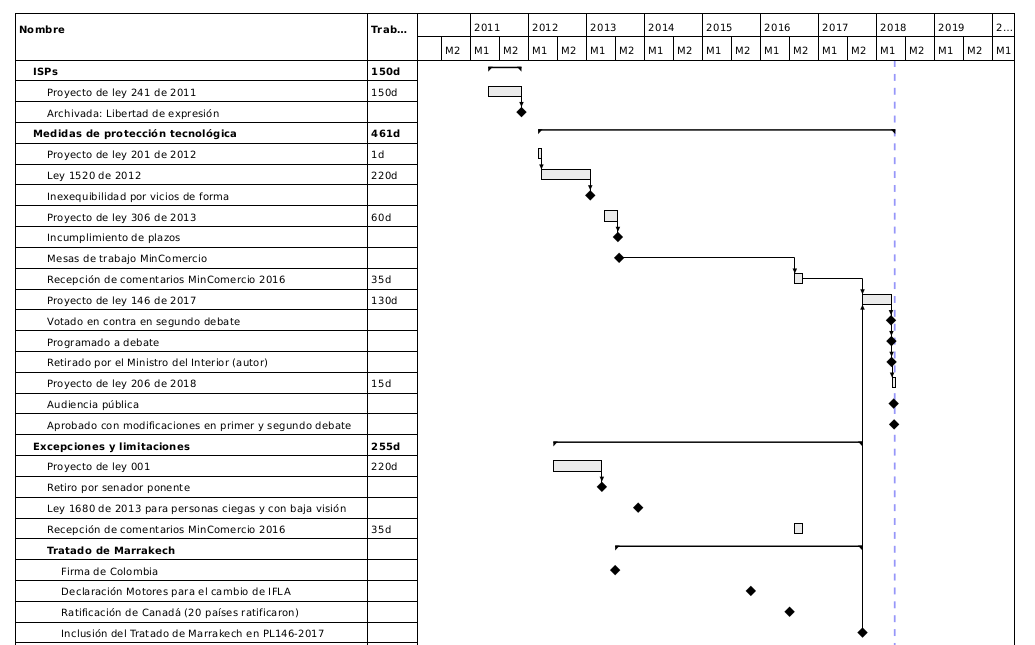
Cronología de proyectos de ley que modifican el derecho de autor de 2011 a 2017, relacionadas con el nombre "Ley Lleras"

Si bien los proyectos de ley posteriores no regulaban la responsabilidad de las infracciones al derecho de autor y los derechos conexos en Internet, si incluían temas relacionados con Internet, archivos digitales, medidas de protección tecnológicas y excepciones y limitaciones al derecho de autor.
Posteriormente los proyectos de ley se han basado en la regulación de medidas de protección tecnológicas y en excepciones y limitaciones al derecho de autor y derechos conexos. En la imagen de la cronología pueden verse los nombres del proyecto de ley en el tiempo y la temática que han abarcado.
Diferentes medios de comunicación y usuarios de redes sociales usaron numeraciones para referirse a los diferentes proyectos, como Ley Lleras 2, Ley Lleras 2.0, Ley Lleras 3 hasta Ley Lleras 6 o Ley Lleras 2017, debido a la cantidad de propuestas presentadas desde entonces.
A finales del 2017 se radicó nuevamente un proyecto de ley sobre medidas de protección tecnológica y excepciones y limitaciones al derecho de autor. El Proyecto de Ley n.º 146 de 2017 Senado “Por la cual se modifica la Ley 23 de 1982 y se establecen otras disposiciones en materia de Derecho de Autor y Derechos Conexos" fue aprobado en el primer debate (de cuatro) en el Senado de la República de Colombia y en el segundo debate dicho proyecto de ley fue votado en contra (40 votos en contra - 18 a favor) y retirado posteriormente por su autor. En la sesión del segundo debate el senador Jorge Enrique Robledo se refirió al proyecto de ley como "Ley Lleras 5.0". La senadora Claudia López publicó trinos donde también hacía referencia al proyecto de ley 146 de 2017 como "Ley Lleras"
Durante la primera semana de abril de 2018 un nuevo proyecto de ley fue radicado, conservando buena parte del proyecto de ley 146 de 2017 Senado. Este nuevo proyecto de ley es el 206 de 2018. El proyecto de ley 206 de 2018 que finalmente fue aprobado el 22 de mayo de 2018 se conoció como “Ley Lleras 6”. Este proyecto fue tramitado con mensaje de urgencia del gobierno en un término de mes y medio porque el gobierno Santos necesitaba cumplir una exigencia de EE. UU., que había condicionado su aval para que Colombia ingrese a la Organización para la Cooperación y el Desarrollo Económicos en el cumplimiento de obligaciones comerciales pendientes.